# Цикл Карно
Цикл Карно́ (процесс Карно) — идеальный круговой процесс, состоящий из двух адиабатных и двух изотермических процессов. В процессе Карно термодинамическая система выполняет механическую работу за счёт обмена теплотой с двумя тепловыми резервуарами, имеющими постоянные, но различающиеся температуры. Резервуар с более высокой температурой называется нагревателем, а с более низкой температурой — холодильником.
Назван в честь французского учёного и инженера Сади Карно, который впервые его описал в своём сочинении «О движущей силе огня и о машинах, способных развивать эту силу» в 1824 году.
Поскольку идеальные процессы могут осуществляться лишь с бесконечно малой скоростью, мощность тепловой машины в цикле Карно равна нулю. Мощность реальных тепловых машин не может быть равна нулю, поэтому реальные процессы могут приближаться к идеальному процессу Карно только с большей или меньшей степенью точности.
Коэффициент полезного действия (КПД) любой тепловой машины не может превосходить КПД идеальной тепловой машины, работающей по циклу Карно с теми же самыми температурами нагревателя и холодильника. По этой причине, позволяя оценить верхний предел КПД тепловой машины, цикл Карно важен для теории тепловых машин. В то же время КПД цикла Карно настолько чувствителен к отклонениям от идеальности (потерям на трение), что данный цикл никогда не применяли в реальных тепловых машинах.

## Стадии

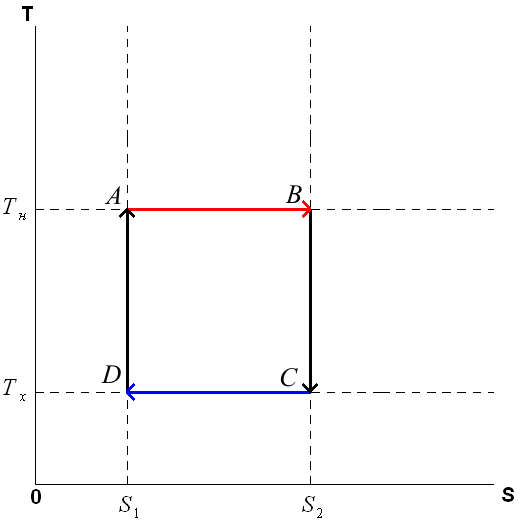
Рис. 1. Цикл Карно в координатах T—S

Рис. 2. Цикл Карно в координатах p—V

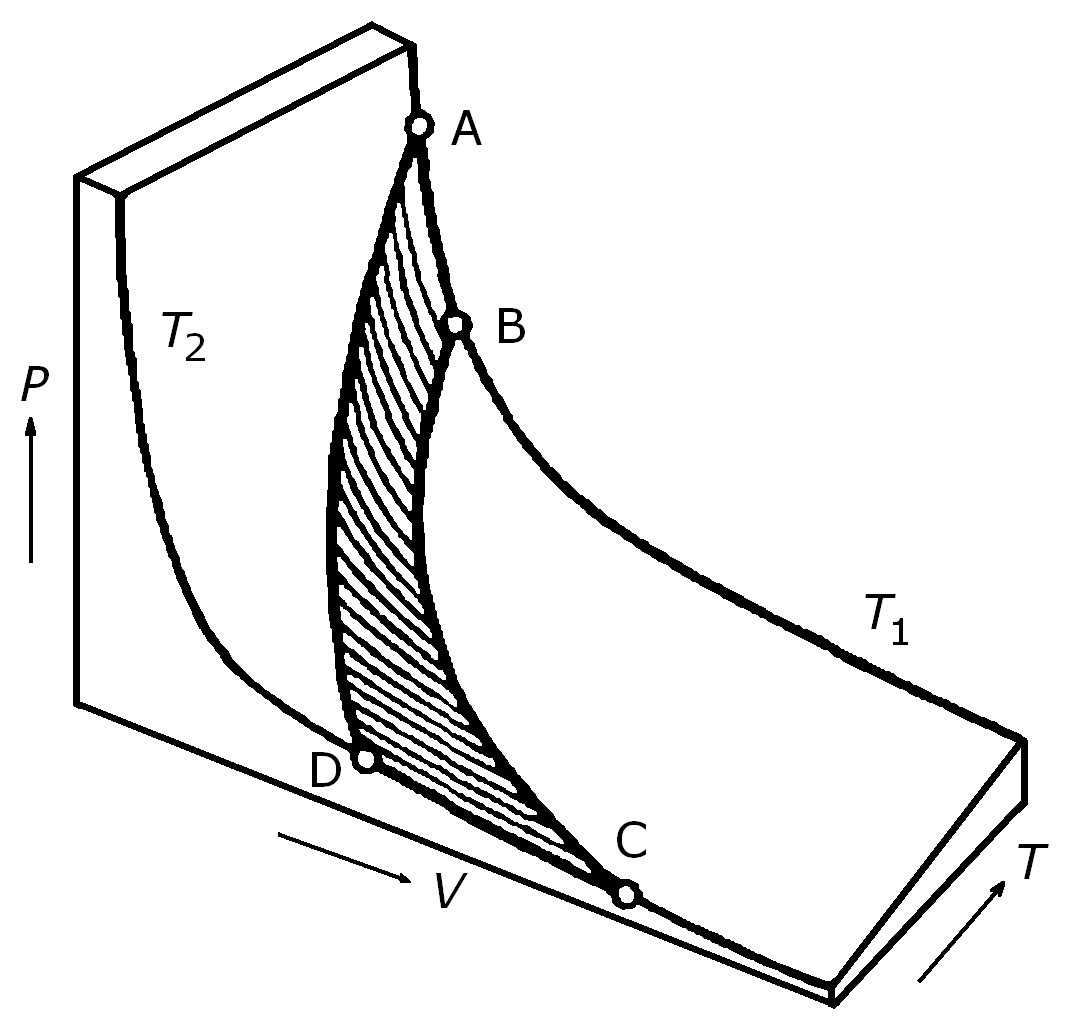
Рис. 3. Цикл Карно на термодинамической поверхности идеального газа

Пусть тепловая машина состоит из нагревателя с температурой {\displaystyle T_{H}}, холодильника с температурой {\displaystyle T_{X}} и рабочего тела.
Цикл Карно состоит из четырёх обратимых стадий, две из которых осуществляются при постоянной температуре (изотермически), а две — при постоянной энтропии (адиабатически). Поэтому цикл Карно удобно представить в координатах {\displaystyle T} (температура) и {\displaystyle S} (энтропия).
1. Изотермическое расширение (на рис. 1 — процесс A→B). В начале процесса рабочее тело имеет температуру {\displaystyle T_{H}}, то есть температуру нагревателя. При расширении рабочего тела его температура не падает за счет передачи от нагревателя количества теплоты {\displaystyle Q_{H}}, то есть расширение происходит изотермически (при постоянной температуре) . При этом объём рабочего тела увеличивается, оно совершает механическую работу, а его энтропия возрастает.
2. Адиабатическое расширение (на рис. 1 — процесс B→C). Рабочее тело отсоединяется от нагревателя и продолжает расширяться без теплообмена с окружающей средой. При этом температура тела уменьшается до температуры холодильника {\displaystyle T_{X}}, тело совершает механическую работу, а энтропия остаётся постоянной.
3. Изотермическое сжатие (на рис. 1 — процесс C→D). Рабочее тело, имеющее температуру {\displaystyle T_{X}}, приводится в контакт с холодильником и начинает изотермически сжиматься под действием внешней силы, отдавая холодильнику количество теплоты {\displaystyle Q_{X}}. Над телом совершается работа, его энтропия уменьшается.
4. Адиабатическое сжатие (на рис. 1 — процесс D→A). Рабочее тело отсоединяется от холодильника и сжимается под действием внешней силы без теплообмена с окружающей средой. При этом его температура увеличивается до температуры нагревателя, над телом совершается работа, его энтропия остаётся постоянной.

## Обратный цикл Карно
В термодинамике холодильных установок и тепловых насосов рассматривают обратный цикл Карно, состоящий из следующих стадий: 
- адиабатического сжатия за счёт совершения работы;
- изотермического сжатия с передачей теплоты более нагретому тепловому резервуару;
- адиабатического расширения;
- изотермического расширения с отводом теплоты от более холодного теплового резервуара.

Количество теплоты, полученное рабочим телом от нагревателя при изотермическом расширении, равно:
{\displaystyle Q_{H}=\int TdS=T_{H}(S_{2}-S_{1})=T_{H}\Delta S}.
Аналогично, при изотермическом сжатии рабочее тело отдаёт холодильнику:
{\displaystyle Q_{X}=T_{X}(S_{2}-S_{1})=T_{X}\Delta S}.
В результате коэффициент полезного действия тепловой машины Карно равен:
{\displaystyle \eta ={\frac {Q_{H}-Q_{X}}{Q_{H}}}={\frac {T_{H}-T_{X}}{T_{H}}}}.

## Первая и вторая теоремы Карно
Из последнего выражения следует, что КПД тепловой машины, работающей по циклу Карно, зависит только от температур нагревателя и холодильника, но не зависит ни от устройства машины, ни от вида или свойств её рабочего тела. Этот результат составляет содержание первой теоремы Карно. Кроме того, из него следует, что КПД может составлять 100 % только в том случае, если температура холодильника равна абсолютному нулю. Это невозможно, но не из-за недостижимости абсолютного нуля (этот вопрос решается только третьим началом термодинамики, учитывать которое здесь нет необходимости), а из-за того, что такой цикл или нельзя замкнуть, или он вырождается в совокупность двух совпадающих адиабат и изотерм.
Поэтому максимальный КПД любой тепловой машины не может превосходить КПД тепловой машины Карно, работающей при тех же температурах нагревателя и холодильника. Это утверждение называется второй теоремой Карно. Оно даёт верхний предел КПД любой тепловой машины и позволяет оценить отклонение реального КПД от максимального, то есть потери энергии вследствие неидеальности тепловых процессов.

## Связь между обратимостью цикла и КПД
Для того чтобы цикл был обратимым, в нём должна быть исключена передача теплоты при наличии разности температур, иначе нарушается условие адиабатичности процесса. Поэтому передача теплоты должна осуществляться либо в изотермическом процессе (как в цикле Карно), либо в эквидистантном процессе (обобщённый цикл Карно или, для примера, его частный случай Цикл Брайтона). Для того чтобы менять температуру рабочего тела от температуры нагревателя до температуры холодильника и обратно, необходимо использовать либо адиабатические процессы (они идут без теплообмена и, значит, не влияют на энтропию), либо циклы с регенерацией тепла при которых нет передачи тепла при разности температур. Мы приходим к выводу, что любой обратимый цикл может быть сведён к циклу Карно.
Примером обратимого цикла, не являющегося циклом Карно, но интегрально совпадающим с ним, является идеальный цикл Стирлинга: в двигателе Стирлинга добавлен регенератор, обеспечивающий полное приближение цикла к циклу Карно с достижением обратимости и тех же величин КПД. Возможны и другие идеальные циклы, в которых коэффициент полезного действия определяется по той же формуле, что и для циклов Карно и Стирлинга, например цикл Эрикссона, состоящий из двух изобар и двух изотерм.
Если же в цикле возникает передача теплоты при наличии разности температур, а таковыми являются все технические реализации термодинамических циклов, то цикл утрачивает свойство обратимости. Иначе говоря, посредством отведённой в цикле механической работы становится невозможным получить исходную теплоту. КПД такого цикла будет всегда меньше, чем КПД цикла Карно.

## Комментарии
1. ↑  В реальных тепловых машинах цикл Карно не используют, поскольку практически невозможно осуществить процессы изотермического сжатия и расширения. Кроме того, полезная работа цикла, представляющая собой алгебраическую сумму работ во всех четырех составляющих цикл частных процессах, даже в идеальном случае полного отсутствия потерь мала по сравнению с работой в каждом из частных процессов, то есть мы имеем дело с обычной ситуацией, когда итоговый результат представляет собой малую разность больших величин. Применительно к математическим вычислениям это означает высокую отзывчивость результата даже на небольшие вариации значений исходных величин, а в рассматриваемом нами случае соответствует высокой чувствительности полезной работы цикла Карно и его КПД к отклонениям от идеальности (потерям на трение). Эта связь с отклонениями от идеальности настолько велика, что с учетом всех потерь полезная работа цикла Карно приближается к нулю[7].